# Титова, Мария Андреевна
Мария Андреевна Тито́ва (1899—1994) — советская актриса. Народная артистка РСФСР (1948). Лауреат Сталинской премии первой степени (1950).

## Биография
Родилась 17 (29) декабря 1899 года.
В 1920 году окончила Московскую драматическую студию имени А. С. Грибоедова. В 1922—1924 годах училась во 2-й студии МХАТа. Дебютировала на сцене МХАТа в 1922 году в бессловесной роли Неродившейся души в легендарном спектакле «Синяя птица» по пьесе М. Метерлинка. С 1924 года актриса Московского Художественного академического театра.
Ушла на пенсию в 1974 году, продолжая выступать на сцене МХАТ в своих старых ролях.
Умерла 7 марта 1994 года. Похоронена на Ваганьковском кладбище в Москве.
Муж — М. Н. Кедров (1894—1972). Дочь — А. М. Кедрова (р. 1939), актриса МХАТа в 1961 - 1987 гг.

## Роли в театре

#### МХАТ СССР имени М. Горького
- 1924 — «Синяя птица» М. Метерлинка — Вода; «Елизавета Петровна» Д. П. Смолина — Мария Меншикова
- 1925 — «Пугачёвщина» К. А. Тренёва — Стеха и Гапка
- 1926 — «Продавцы славы» П. Нивуа и М. Паньоля — Жермена и Ивонна
- 1927 — «Сёстры Жерар» В. З. Масса — Марианна
- 1928 — «Елизавета Петровна» Д. П. Смолина — Иоанн Антонович; «Квадратура круга» В. П. Катаева — Тоня
- 1930 — «Наша молодость» С. Н. Карташёва — Лиза
- 1931 — «На дне» М. Горького — Наташа; «Страх» А. Н. Афиногенова — Валентина
- 1935 — «Платон Кречет» А. Е. Корнейчука — Лида
- 1937 — «Любовь Яровая» К. А. Тренёва — Панова; «Земля» Н. Е. Вирты — Мария Косова
- 1941 — «Анна Каренина» по Л. Н. Толстому — 2-я дама
- 1942 — «Три сестры» А. П. Чехова — Наташа
- 1943 — «Глубокая разведка» А. А. Крона — Марина Гетманова
- 1947 — «Русский вопрос» К. М. Симонова — Мэг
- 1949 — «Чужая тень» К. М. Симонова — Ольга Александровна Трубникова
- 1950 — «Враги» М. Горького — Клеопатра
- 1954 — «Дачники» М. Горького — Мария Львовна; «За власть Советов!» по В. П. Катаеву — Матрёна Терентьевна; «На дне» М. Горького — Василиса
- 1957 — «Анна Каренина» по Л. Н. Толстому — графиня Лидия Ивановна
- 1958 — «Зимняя сказка» У. Шекспира — Паулина; «Плоды просвещения» Л. Н. Толстого — Анна Павловна Звездинцева
- 1963 — «Идеальный муж» О. Уайльда — леди Маркби
- 1964 — «Дядя Ваня» А. П. Чехова — Мария Васильевна Войницкая; «Кремлёвские куранты» Н. Ф. Погодина — Дама с вязаньем
- 1966 — «Ревизор» Н. В. Гоголя — жена Хлопова
- 1967 — «Кремлёвские куранты» Н. Погодина — дама с вязаньем, гостья Забелиных
- 1968 — «Враги» М. Горького — экономка Аграфена

## Награды и премии
- Заслуженная артистка РСФСР (26 октября 1938)
- Народная артистка РСФСР (26 октября 1948)
- Сталинская премия первой степени (1950) — за исполнение роли Ольги Александровны Трубниковой в спектакле «Чужая тень» К. М. Симонова
- орден Трудового Красного Знамени (26 октября 1948)
- медали.